# Fotosistema
Els fotosistemes (del grec: photos = llumt i systema = sistema) són unitats funcionals i estructurals de complexos de proteïnes implicats en la fotosíntesi. Són els centres on s'agrupen els pigments fotosintètics com la clorofil·la entre d'altres. Es troben a les membranes tilacoides de les plantes, algues i cianobacteris (en les plantes i les algues es troben en els cloroplasts), o en la membrana citoplasmàtica dels bacteris fotosintètics.

## Tipus de fotosistemes
- El Fotosistema I (F I), ric en clorofil·la a.
- El Fotosistema II (F II), ric en clorofil·la b.

## Centres de reacció
En el nucli d'un fotosistema es troba el centre de reacció fotosintètic el qual és un enzim que fa servir la llum per reduir molècules. Quan la llum és absorbida per un centre de reacció (ja sigui directament o passant per un pigment antena veí), s'inicien una sèrie de reaccions d'òxido-reducció, que porten a la reducció de l'acceptor terminal. Hi ha dues famílies de centres de reacció en els fotosistemest: del tipus I, com el fotosistema I (P700, dins els cloroplasts i en bacteris-sofre verds i tipus II com en el fotosistema II (P680, dins els cloroplasts i en bacteris porpres de no sofre. Cada fotosistema es pot identificar per la longitud d'ona de la llum on és més reactiu (700 i 680 nanòmetres, respectivament per al fotosistema 1 i el fotosistema 2.

## Estructura
Un centre de reacció comprèn diverses (>10 o >11) subunitats de proteïnes, proporcionant una bastida per una sèrie de cofactors. Aquests darrers poden ser pigments (com la clorofil·la,, feofitina, carotenoides), quinones, o grups de sofre i ferro.

## Relació entre els fotosistemes I i II
Per a la fotosíntesi oxigènica calen els dos fotosistemes I i II. Els bacteris fotosintètics que no produeixen oxigen tenen un fotosistema simple anomenat BRC, centre de reacció bacterià.
L'ATP es genera quan la sintetasa d'ATP transporta els protons presents en l'espai (lumen) als estromes, a través de la membrana.